# Reid Falls
Die Reid Falls sind ein Wasserfall bislang nicht ermittelter Fallhöhe im Arthur’s-Pass-Nationalpark in der Region West Coast auf der Südinsel Neuseelands. Er liegt im Lauf eines namenlosen Bachs, der mittels einer Betonrinne über den New Zealand State Highway 73 hinweg in westlicher Richtung in den Ōtira River geleitet wird.